# Повесть о Петре и Февронии Муромских
«По́весть о Петре́ и Февро́нии Му́ромских» — памятник древнерусской агиографической литературы, созданный в конце 1540-х годов Ермолаем-Еразмом, книжником из окружения митрополита Московского Макария на основе муромских устных преданий. Единственный источник о русских православных святых Петре и Февронии.
Представляет собой не соответствующее канонам агиографии произведение, включающее сказочные и фольклорные элементы, светская полуязыческая легенда по выражению Е. Е. Голубинского.

## Текстология и история
Полное оригинальное название: «Повесть от житиа святых новых чюдотворець муромских, благовернаго и преподобнаго и достохвалнаго князя Петра, нареченнаго в иноческом чину Давида, и супруги его благоверныя и преподобныя и достохвалныя княгини Февронии, нареченныя в иноческом чину Еѵфросинии»; встречаются в рукописях и другие названия: «Житие и жизнь», «Житие».
По мнению исследователей, в повести объединены два народно-поэтических сюжета: волшебная сказка об огненном змее и сказка о мудрой деве. С устно-поэтической народной традицией связан и образ центральной героини — Февронии. Жанр «Повести о Петре и Февронии Муромских» не находит соответствий ни с исторической повестью, ни с агиографической.
Создателем «Повести» является Ермолай-Еразм, современник Ивана Грозного. Ермолай получил поручение от московского митрополита Макария написать о муромских святых — Петре и Февронии, которые, как предполагается, правили в Муроме и умерли в 1228 году. Произведение было написано после канонизации Петра и Февронии на Московском церковном соборе в 1547 году.
Язык Повести отличается простотой, близостью к языку разговорному. Длинные диалоги, частью построенные в форме загадок и отгадок, мудрых сентенций, придают большую живость всему повествованию.
«Повесть» не соответствовала агиографическим канонам, поскольку использовала сказочные сюжеты и элементы фольклора. Она не была включена в «Великие Четьи-Минеи» митрополита Макария, по причине как её оригинальности, так и местного характера почитания святых. Тем не менее, в русской книжности произведение имело широкое распространение.
Сюжет о Петре и Февронии был очень популярен на Руси и получил дальнейшее развитие как в литературе, так и в иконописи. Повесть дошла до настоящего времени приблизительно в 150 списках, разбивающихся на четыре редакции, из которых третья отразила в себе некоторые характерные черты стиля светских повестей петровского времени.
Повесть о Петре и Февронии является одним из шедевров древнерусской повествовательной литературы. Повесть издавалась неоднократно (в ПЛ, М. О. Скрипилем, в «Изборнике», В. Ф. Ржигой); научное издание памятника осуществлено Р. П. Дмитриевой.
В Повести отсутствует рассказ о религиозных подвигах Петра и Февронии, людей светских и, исходя из содержания сочинения, до пострижения в монашество не имевших даже близкого соприкосновения с церковью. Повесть не даёт никаких указаний на те специальные заслуги Петра и Февронии перед церковью, за которые они причислены были к лику святых.

## Сюжет
В городе Муроме правил князь Павел. Когда его не бывало дома, к его жене являлся летающий огненный змей на блуд. Другим людям он казался князем Павлом. Княгиня во всём призналась своему мужу. Он велел жене выспросить у змея, от чего тому смерть может прийти. Змей рассказал княгине, что смерть его будет «от Петрова плеча, от Агрикова меча».
У князя был брат по имени Пётр. Он решил убить змея, но не знал, где взять Агриков меч. Один раз в церкви женского Воздвиженского монастыря священник показал ему Агриков меч, который лежал в щели между камней алтарной стены. Князь взял меч.
Однажды Пётр пришёл к брату. Тот был дома. Потом Пётр пошёл к снохе и увидел, что брат уже сидит у неё. Павел объяснил, что змей умеет принимать его облик. Тогда Пётр велел брату никуда не уходить, взял Агриков меч, пришёл к снохе и убил змея. Змей принял своё обличье и, умирая, обрызгал Петра кровью, от которой тот заболел проказой. От болезни никто не мог его излечить. Предание гласит, что князю во сне было открыто, будто его может исцелить дочь «древолазца» (бортника), добывавшего дикий мёд, — Феврония, крестьянка села Ласково в Рязанской земле. В одном из крестьянских домов в селе Ласково близ Рязани гонец, посланный на поиски врача для заболевшего князя Петра Муромского, увидел странное зрелище: за ткацким станом сидела дева и ткала холст, а перед нею скакал заяц. Говоря загадками, Феврония испытывала гостя на знание «языка мудрости». Первое иносказание Февронии «плохо, когда дом без ушей, а горница без очей» содержало сообщение о том, что Феврония — незамужняя девушка, не имеющая ребёнка [4]; у неё есть заяц, но нет собаки: «Если бы был в нашем доме пёс, то учуял бы, что ты к дому подходишь, и стал бы лаять на тебя: это — уши дома. А если бы был в горнице моей ребёнок (текстовые варианты „отроча“, „детище“), то, увидев, что идёшь в горницу, сказал бы мне об этом: это — очи дома». Феврония в качестве платы за лечение пожелала, чтобы князь женился на ней после исцеления, князь пообещал на ней жениться. Феврония исцелила князя, однако он не сдержал своего слова, поскольку Феврония была простолюдинкой. Но в процессе лечения Феврония намеренно не залечила один струп на теле князя, из-за чего болезнь возобновилась, Феврония вновь вылечила Петра, и он женился на ней.
Когда Пётр наследовал княжение после брата, бояре не захотели иметь княгиню простого звания, заявив ему: «Или отпусти жену, которая своим происхождением оскорбляет знатных барынь, или оставь Муром». Князь взял Февронию, и на двух кораблях они отплыли по Оке.
В Муроме же началась смута, многие пустились домогаться освободившегося престола, начались убийства. Тогда бояре попросили князя с женой вернуться. Князь и княгиня вернулись, и Феврония в дальнейшем сумела заслужить любовь горожан.
В преклонных летах приняв монашеский постриг в разных монастырях с именами Давид и Евфросиния, они молили Бога, чтобы им умереть в один день, и завещали тела их положить в одном гробу, заранее приготовив гробницу из одного камня, с тонкой перегородкой. Скончались они в один день.
Сочтя погребение в одном гробу несовместимым с монашеским званием, их тела положили в разных обителях, но на следующий день они оказались вместе. Их снова положили в разные гробы, но на следующее утро их тела опять обнаружили в одном гробе. И после этого их погребли в едином гробе.

## Публикации
- Повесть о Петре и Февронии / подгот. текстов и исслед. Р. П. Дмитриевой, отв. ред. А. М. Панченко. — Л., 1979. — 339 с.
- Ермолай-Еразм. Повесть о Петре и Февронии. / пер. и примеч. О. В. Гладковой // Слово Древней Руси. — М., 2000. — С. 415—428.
- Ермолай-Еразм. Повесть о Петре и Февронии Муромских. / пер., вступ. и закл. ст. А. Н. Ужанкова. — М.: Схолия, 2009.